# Getaneh Kebede
Getaneh Kebede (Addis Abeba, 2 aprile 1992) è un calciatore etiope, attaccante del Wolkite Kenema.

## Carriera

### Club
Ha giocato nella prima divisione etiope ed in quella sudafricana.

### Nazionale
Ha partecipato alla Coppa d'Africa del 2013 ed a quella del 2021.

## Statistiche

### Cronologia presenze e reti in nazionale
| Cronologia completa delle presenze e delle reti in nazionale ― Etiopia | Cronologia completa delle presenze e delle reti in nazionale ― Etiopia | Cronologia completa delle presenze e delle reti in nazionale ― Etiopia | Cronologia completa delle presenze e delle reti in nazionale ― Etiopia | Cronologia completa delle presenze e delle reti in nazionale ― Etiopia | Cronologia completa delle presenze e delle reti in nazionale ― Etiopia | Cronologia completa delle presenze e delle reti in nazionale ― Etiopia | Cronologia completa delle presenze e delle reti in nazionale ― Etiopia |
| Data                                                                   | Città                                                                  | In casa                                                                | Risultato                                                              | Ospiti                                                                 | Competizione                                                           | Reti                                                                   | Note                                                                   |
| ---------------------------------------------------------------------- | ---------------------------------------------------------------------- | ---------------------------------------------------------------------- | ---------------------------------------------------------------------- | ---------------------------------------------------------------------- | ---------------------------------------------------------------------- | ---------------------------------------------------------------------- | ---------------------------------------------------------------------- |
| 4-12-2010                                                              | Dar es Salaam                                                          | Malawi                                                                 | 1 – 1                                                                  | Etiopia                                                                | Coppa CECAFA 2010 - 1º turno                                           | -                                                                      | 46’                                                                    |
| 4-10-2011                                                              | Addis Abeba                                                            | Etiopia                                                                | 0 – 0                                                                  | Malawi                                                                 | Amichevole                                                             | -                                                                      |                                                                        |
| 8-10-2011                                                              | Bahar Dar                                                              | Etiopia                                                                | 4 – 2                                                                  | Madagascar                                                             | Qual. Coppa d'Africa 2013                                              | -                                                                      |                                                                        |
| 12-11-2011                                                             | Mogadiscio                                                             | Somalia                                                                | 0 – 0                                                                  | Etiopia                                                                | Qual. Mondiali 2014                                                    | -                                                                      | 84’                                                                    |
| 16-11-2011                                                             | Addis Abeba                                                            | Etiopia                                                                | 5 – 0                                                                  | Somalia                                                                | Qual. Mondiali 2014                                                    | 2                                                                      | 67’                                                                    |
| 28-11-2011                                                             | Dar es Salaam                                                          | Sudan                                                                  | 1 – 1                                                                  | Etiopia                                                                | Coppa CECAFA 2011 - 1º turno                                           | 1                                                                      |                                                                        |
| 30-11-2011                                                             | Dar es Salaam                                                          | Etiopia                                                                | 0 – 2                                                                  | Kenya                                                                  | Coppa CECAFA 2011 - 1º turno                                           | -                                                                      |                                                                        |
| 2-12-2011                                                              | Dar es Salaam                                                          | Etiopia                                                                | 1 – 1                                                                  | Malawi                                                                 | Coppa CECAFA 2011 - 1º turno                                           | -                                                                      |                                                                        |
| 29-2-2012                                                              | Bahar Dar                                                              | Etiopia                                                                | 0 – 0                                                                  | Benin                                                                  | Qual. Coppa d'Africa 2013                                              | -                                                                      |                                                                        |
| 8-9-2012                                                               | Omdurman                                                               | Sudan                                                                  | 5 – 3                                                                  | Etiopia                                                                | Qual. Coppa d'Africa 2013                                              | 1                                                                      |                                                                        |
| 14-10-2012                                                             | Bahar Dar                                                              | Etiopia                                                                | 2 – 0                                                                  | Sudan                                                                  | Qual. Coppa d'Africa 2013                                              | -                                                                      | 86’                                                                    |
| 30-12-2012                                                             | Addis Abeba                                                            | Etiopia                                                                | 1 – 0                                                                  | Niger                                                                  | Amichevole                                                             | 1                                                                      |                                                                        |
| 7-1-2013                                                               | Tunisi                                                                 | Tunisia                                                                | 1 – 1                                                                  | Etiopia                                                                | Amichevole                                                             | -                                                                      |                                                                        |
| 12-1-2013                                                              | Bahar Dar                                                              | Etiopia                                                                | 2 – 1                                                                  | Tanzania                                                               | Amichevole                                                             | -                                                                      | 79’                                                                    |
| 21-1-2013                                                              | Durban                                                                 | Zambia                                                                 | 1 – 1                                                                  | Etiopia                                                                | Coppa d'Africa 2013 - 1º turno                                         | -                                                                      | 64’                                                                    |
| 25-1-2013                                                              | Nelspruit                                                              | Burkina Faso                                                           | 4 – 0                                                                  | Etiopia                                                                | Coppa d'Africa 2013 - 1º turno                                         | -                                                                      | 55’                                                                    |
| 29-1-2013                                                              | Rustenburg                                                             | Etiopia                                                                | 0 – 2                                                                  | Nigeria                                                                | Coppa d'Africa 2013 - 1º turno                                         | -                                                                      |                                                                        |
| 24-3-2013                                                              | Addis Abeba                                                            | Etiopia                                                                | 1 – 0                                                                  | Botswana                                                               | Qual. Mondiali 2014                                                    | 1                                                                      | 66’                                                                    |
| 23-5-2013                                                              | Bahar Dar                                                              | Etiopia                                                                | 2 – 0                                                                  | Sudan                                                                  | Amichevole                                                             | -                                                                      |                                                                        |
| 8-6-2013                                                               | Gaborone                                                               | Botswana                                                               | 3 – 0                                                                  | Etiopia                                                                | Qual. Mondiali 2014                                                    | -                                                                      |                                                                        |
| 16-11-2013                                                             | Calabar                                                                | Nigeria                                                                | 2 – 0                                                                  | Etiopia                                                                | Qual. Mondiali 2014                                                    | -                                                                      | 62’                                                                    |
| 6-9-2014                                                               | Addis Abeba                                                            | Etiopia                                                                | 1 – 2                                                                  | Algeria                                                                | Qual. Coppa d'Africa 2015                                              | -                                                                      | 83’                                                                    |
| 10-9-2014                                                              | Blantyre                                                               | Malawi                                                                 | 3 – 2                                                                  | Etiopia                                                                | Qual. Coppa d'Africa 2015                                              | 1                                                                      | 71’                                                                    |
| 11-10-2014                                                             | Gondar                                                                 | Etiopia                                                                | 0 – 2                                                                  | Mali                                                                   | Qual. Coppa d'Africa 2015                                              | -                                                                      |                                                                        |
| 15-10-2014                                                             | Bamako                                                                 | Mali                                                                   | 2 – 3                                                                  | Etiopia                                                                | Qual. Coppa d'Africa 2015                                              | 1                                                                      | 52’                                                                    |
| 19-11-2014                                                             | Awassa                                                                 | Etiopia                                                                | 0 – 0                                                                  | Malawi                                                                 | Qual. Coppa d'Africa 2015                                              | -                                                                      | 46’                                                                    |
| 14-11-2015                                                             | Dire Daua                                                              | Etiopia                                                                | 3 – 4                                                                  | Rep. del Congo                                                         | Qual. Mondiali 2018                                                    | 1                                                                      |                                                                        |
| 17-11-2015                                                             | Brazzaville                                                            | Rep. del Congo                                                         | 2 – 1                                                                  | Etiopia                                                                | Qual. Mondiali 2018                                                    | 1                                                                      |                                                                        |
| 25-3-2016                                                              | Blida                                                                  | Algeria                                                                | 7 – 1                                                                  | Etiopia                                                                | Qual. Coppa d'Africa 2017                                              | 1                                                                      |                                                                        |
| 29-3-2016                                                              | Awassa                                                                 | Etiopia                                                                | 3 – 3                                                                  | Algeria                                                                | Qual. Coppa d'Africa 2017                                              | 2                                                                      |                                                                        |
| 5-6-2016                                                               | Maseru                                                                 | Lesotho                                                                | 1 – 2                                                                  | Etiopia                                                                | Qual. Coppa d'Africa 2017                                              | 2                                                                      |                                                                        |
| 3-9-2016                                                               | Dire Daua                                                              | Etiopia                                                                | 2 – 1                                                                  | Seychelles                                                             | Qual. Coppa d'Africa 2017                                              | 1                                                                      | 81’                                                                    |
| 4-6-2017                                                               | Bahar Dar                                                              | Etiopia                                                                | 0 – 0                                                                  | Uganda                                                                 | Amichevole                                                             | -                                                                      | 46’                                                                    |
| 11-6-2017                                                              | Kumasi                                                                 | Ghana                                                                  | 5 – 0                                                                  | Etiopia                                                                | Qual. Mondiali 2018                                                    | -                                                                      |                                                                        |
| 15-7-2017                                                              | Gibuti                                                                 | Gibuti                                                                 | 1 – 5                                                                  | Etiopia                                                                | Qual. Mondiali 2018                                                    | 3                                                                      |                                                                        |
| 23-7-2017                                                              | Awassa                                                                 | Etiopia                                                                | 3 – 0                                                                  | Gibuti                                                                 | Qual. Mondiali 2018                                                    | 1                                                                      |                                                                        |
| 5-8-2017                                                               | Ndola                                                                  | Zambia                                                                 | 0 – 0                                                                  | Etiopia                                                                | Qual. Mondiali 2018                                                    | -                                                                      |                                                                        |
| 13-8-2017                                                              | Bahar Dar                                                              | Etiopia                                                                | 1 – 1                                                                  | Sudan                                                                  | Qual. Mondiali 2018                                                    | -                                                                      |                                                                        |
| 19-8-2017                                                              | Khartum                                                                | Sudan                                                                  | 1 – 0                                                                  | Etiopia                                                                | Qual. Mondiali 2018                                                    | -                                                                      | 78’                                                                    |
| 30-9-2017                                                              | Gaborone                                                               | Botswana                                                               | 2 – 0                                                                  | Etiopia                                                                | Amichevole                                                             | -                                                                      |                                                                        |
| 5-11-2017                                                              | Awassa                                                                 | Etiopia                                                                | 2 – 3                                                                  | Ruanda                                                                 | Qual. Mondiali 2018                                                    | -                                                                      |                                                                        |
| 12-11-2017                                                             | Kigali                                                                 | Ruanda                                                                 | 0 – 0                                                                  | Etiopia                                                                | Qual. Mondiali 2018                                                    | -                                                                      |                                                                        |
| 2-9-2018                                                               | Bahar Dar                                                              | Etiopia                                                                | 1 – 1                                                                  | Burundi                                                                | Amichevole                                                             | 1                                                                      |                                                                        |
| 9-9-2018                                                               | Awassa                                                                 | Etiopia                                                                | 1 – 0                                                                  | Sierra Leone                                                           | Qual. Coppa d'Africa 2019                                              | 1                                                                      |                                                                        |
| 11-10-2018                                                             | Bahar Dar                                                              | Etiopia                                                                | 0 – 0                                                                  | Kenya                                                                  | Qual. Coppa d'Africa 2019                                              | -                                                                      |                                                                        |
| 14-10-2018                                                             | Nairobi                                                                | Kenya                                                                  | 3 – 0                                                                  | Etiopia                                                                | Qual. Coppa d'Africa 2019                                              | -                                                                      | 32’                                                                    |
| 22-10-2020                                                             | Gondar                                                                 | Etiopia                                                                | 2 – 3                                                                  | Marocco                                                                | Amichevole                                                             | 1                                                                      | 67’                                                                    |
| 25-10-2020                                                             | Bahar Dar                                                              | Etiopia                                                                | 1 – 3                                                                  | Zambia                                                                 | Amichevole                                                             | 1                                                                      | 51’                                                                    |
| 6-11-2020                                                              | Addis Abeba                                                            | Etiopia                                                                | 2 – 2                                                                  | Sudan                                                                  | Amichevole                                                             | 1                                                                      |                                                                        |
| 13-11-2020                                                             | Niamey                                                                 | Niger                                                                  | 1 – 0                                                                  | Etiopia                                                                | Qual. Coppa d'Africa 2021                                              | -                                                                      |                                                                        |
| 17-11-2020                                                             | Bahar Dar                                                              | Etiopia                                                                | 3 – 0                                                                  | Niger                                                                  | Qual. Coppa d'Africa 2021                                              | 1                                                                      | 76’                                                                    |
| 17-3-2021                                                              | Dire Daua                                                              | Etiopia                                                                | 4 – 0                                                                  | Malawi                                                                 | Amichevole                                                             | 1                                                                      | 83’                                                                    |
| 24-3-2021                                                              | Bahar Dar                                                              | Etiopia                                                                | 4 – 0                                                                  | Madagascar                                                             | Qual. Coppa d'Africa 2021                                              | 1                                                                      |                                                                        |
| 30-3-3021                                                              | Abidjan                                                                | Costa d'Avorio                                                         | 3 – 1                                                                  | Etiopia                                                                | Qual. Coppa d'Africa 2021                                              | 1                                                                      |                                                                        |
| 3-9-2021                                                               | Cape Coast                                                             | Ghana                                                                  | 1 – 0                                                                  | Etiopia                                                                | Qual. Mondiali 2022                                                    | -                                                                      | 72’                                                                    |
| 7-9-2021                                                               | Dire Daua                                                              | Etiopia                                                                | 1 – 0                                                                  | Zimbabwe                                                               | Qual. Mondiali 2022                                                    | -                                                                      | 74’                                                                    |
| 9-10-2021                                                              | Bahar Dar                                                              | Etiopia                                                                | 1 – 3                                                                  | Sudafrica                                                              | Qual. Mondiali 2022                                                    | 1                                                                      |                                                                        |
| 13-10-2021                                                             | Soweto                                                                 | Sudafrica                                                              | 1 – 0                                                                  | Etiopia                                                                | Qual. Mondiali 2022                                                    | -                                                                      | 79’                                                                    |
| 10-11-2021                                                             | Gondar                                                                 | Etiopia                                                                | 1 – 1                                                                  | Ghana                                                                  | Qual. Mondiali 2022                                                    | 1                                                                      | 75’                                                                    |
| 14-11-2021                                                             | Harare                                                                 | Zimbabwe                                                               | 1 – 1                                                                  | Etiopia                                                                | Qual. Mondiali 2022                                                    | -                                                                      | 68’                                                                    |
| 30-12-2021                                                             | Khartum                                                                | Sudan                                                                  | 2 – 3                                                                  | Etiopia                                                                | Amichevole                                                             | -                                                                      |                                                                        |
| 9-1-2022                                                               | Yaoundé                                                                | Etiopia                                                                | 0 – 1                                                                  | Capo Verde                                                             | Coppa d'Africa 2021 - 1º turno                                         | -                                                                      | cap. 62’                                                               |
| 13-1-2022                                                              | Yaoundé                                                                | Camerun                                                                | 4 – 1                                                                  | Etiopia                                                                | Coppa d'Africa 2021 - 1º turno                                         | -                                                                      | 84’                                                                    |
| 17-1-2022                                                              | Bafoussam                                                              | Burkina Faso                                                           | 1 – 1                                                                  | Etiopia                                                                | Coppa d'Africa 2021 - 1º turno                                         | 1                                                                      | cap. 82’                                                               |
| Totale                                                                 |                                                                        | Presenze                                                               | 63                                                                     |                                                                        | Reti                                                                   | 32                                                                     |                                                                        |